# Proză
Proza (din lat. prosa) este un mod de exprimare în scris (de obicei, în beletristică) care nu este supus regulilor de versificație.

## Clasificare
- din punctul de vedere al conținutului comunicării:
  - științifică
  - filozofică
  - beletristică
  - publicistică
  - memorialistică.
- din punctul de vedere al curentelor literare ce se manifestă în compoziția narativă a operei literare:
  - romantică
  - realistă
  - naturalistă
  - fantastică.

## Proza narativă
Proza epică (narativă) este o modalitate de comunicare
- narator omniscient: care știe tot ceea ce fac, gândesc sau intenționează să întreprindă personajele și comunică aceste fapte cititorului; se identifică uneori cu autorul în cazul romanului realist;
- narator-personaj: personajul narează o întâmplare în care este implicat direct, participând ca erou literar în succesiunea evenimentelor;
- narator-confident: naratorul căruia i s-a relatat povestirea care, la rândul său, o istorisește altor personaje sau cititorului;
- narator-mesager: transmite mai departe auditoriului din text povestirea, întâmplările, evenimentele pe care le-a aflat el și le știe din alte surse.

## Specii narative
- Proză scurtă
  - Basm, (Basm popular, Basm cult)
  - Povestire
  - Schiță
  - Moment
  - Nuvelă, (Nuvelă istorică, Nuvelă fantastică, Nuvelă psihologică);
- Roman: (Roman tradițional, roman modern, roman obiectiv, roman subiectiv, roman realist, romanul de până la al doilea război mondial, romanul de după al doilea război mondial)

Alte specii specifice prozei: interviul, reportajul, comentariul literar (specifice toate trei stilului jurnalistic) , eseul, scrisoarea, telegrama, e-mailul etc.